# 元町 (函館市)
元町（もとまち）は、北海道函館市の地名。同市西部地区に位置し、八幡坂・旧函館区公会堂・元町公園・函館山ロープウェイなど、函館市の主要な観光名所が集積する。「箱館」の始まりの地としても知られる。郵便番号は040-0054。

## 概観
同地区はベイエリア・末広町と合わせて「函館市元町末広町伝統的建造物群保存地区」に指定されており、歴史的価値の高い建造物がいくつも立ち並ぶ。天然の良港であった箱館が海産物交易の集散地として栄える中で、1779年、江戸幕府がロシアの南下に備え蝦夷地を直轄領としたが、同時に、現在の元町公園の位置に「箱館奉行所」を設置した。また、明治時代以降は開拓使函館支庁が置かれるなど、ここ300年における函館・北海道発展の中心地として機能してきた。
1854年には、日米和親条約の締結で、江戸幕府は函館を開港した。それに加え、1854年にはアメリカ・オランダ・ロシア・イギリス・フランスとの修好通商条約が締結し、函館港は日本最初となる対外貿易港として開港した。この影響で、領事館やキリスト教会の建築など、他の国内都市に類を見ない異国情緒豊かな街並みが形成され始めた。
現在においても、函館観光の中心地として、その役割を大いに果たしている。

## 主な施設
順不同。
- 旧函館区公会堂
- 旧イギリス領事館
- 元町公園
- 函館ハリストス正教会
- カトリック元町教会
- 函館聖ヨハネ教会
- 石井家住宅
- 函館山ロープウェイ山麓駅
- 八幡坂
- 基坂
- 二十間坂
- チャチャ登り
- 北海道函館西高校
- ロシア連邦在札幌総領事館函館事務所